# Скшешево (Західнопоморське воєводство)
Скшешево (пол. Skrzeszewo) — село в Польщі, у гміні Бендзіно Кошалінського повіту Західнопоморського воєводства.
Населення — 74 особи (2011).

## Демографія
Демографічна структура станом на 31 березня 2011 року:
|          | Загалом | Допрацездатний вік | Працездатний вік | Постпрацездатний вік |
| -------- | ------- | ------------------ | ---------------- | -------------------- |
| Чоловіки | 34      | 7                  | 24               | 3                    |
| Жінки    | 40      | 8                  | 24               | 8                    |
| Разом    | 74      | 15                 | 48               | 11                   |